# Place d'Israël

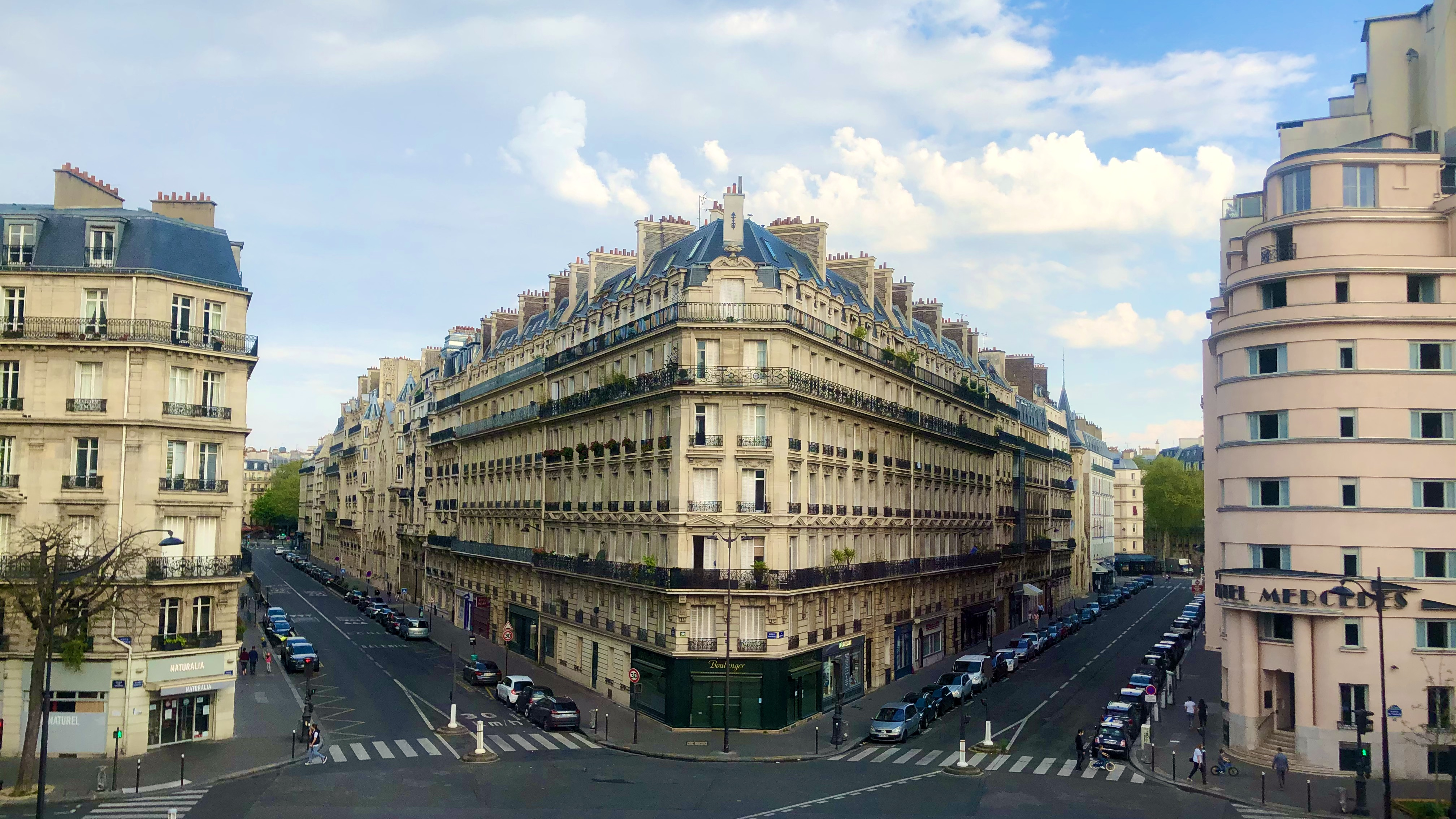
Place d'Israël, angle des rues Brémontier et Ampère, hôtel Mercedes par P. Patout à droite.

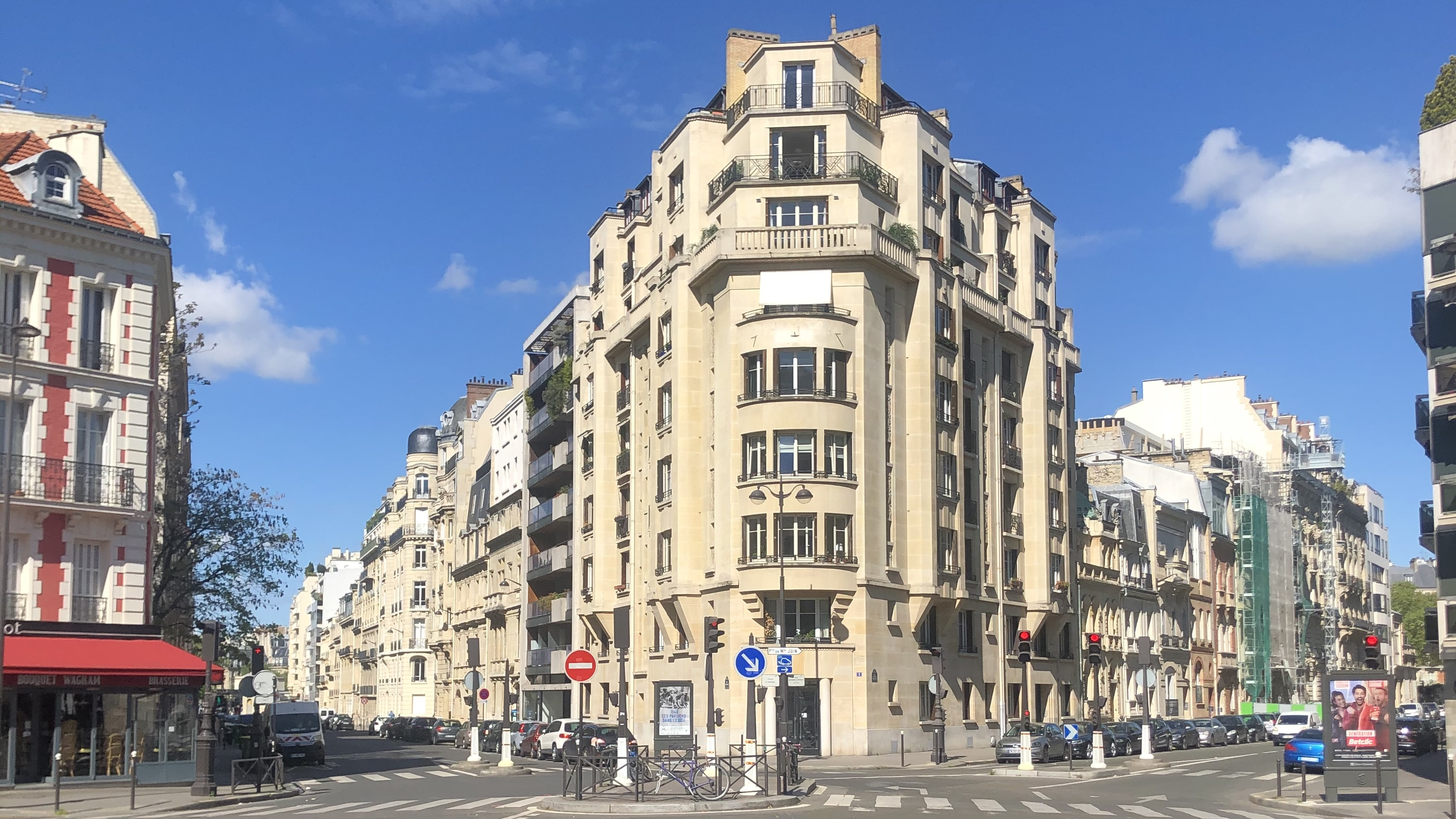
Place d'Israël, intersection Avenue de Wagram, rue Alphonse de Neuville et Rue Ampère, immeuble art-déco de 1937.

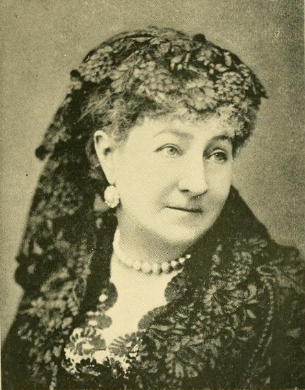
Duchesse de Pomar et Lady Caithness (1830-1895). Figure mondaine de la Plaine Monceau, elle organisait dans l'hôtel de Pomar, à l'angle de l'avenue de Wagram et de la rue Brémontier, de célèbres séances de spiritisme.

La place d'Israël est une place du 17e arrondissement de Paris, située dans le quartier de la Plaine Monceau. Elle est caractérisée par deux beaux exemples de l'architecture Art-Déco, l'hôtel Mercedes à l'angle de la rue Brémontier (1928) et l'immeuble d'habitation du 1 rue Alphonse-de-Neuville (1937).

## Situation et accès
La place d'Israël est située sur l'avenue de Wagram, à mi-chemin entre la place du Brésil et la place Wagram. Elle correspond à l'intersection de l'avenue de Wagram et des rues Ampère, Brémontier et Alphonse-de-Neuville. Elle est desservie par la ligne 3 du métro, à la station Wagram ou Pereire, ainsi que par la ligne C du RER (gare de Pereire-Levallois).
Du fait de la dénomination tardive (1960), aucun bâtiment n'a d'adresse place d'Israël.

## Origine du nom

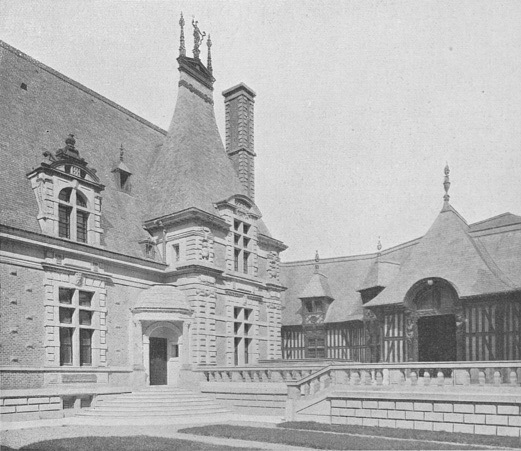
Hôtel de Pomar (architecte: P. V. Cuvillier), cour de l'hôtel, angle de la rue Brémontier et de l'avenue de Wagram (disparu).

Cette place ne portait pas de dénomination avant 1960, date à laquelle on lui attribua le nom d'Israël. La dénomination a été proposée au conseil municipal de la Ville de Paris en juillet 1959 en soulignant que « la Ville de Paris honore les grandes nations du monde entier en attribuant leur nom à l'une de ses voies publiques mais que l'État d'Israël n'a pas encore reçu cet hommage », alors que « cet État donne chaque jour, malgré les attaques et persécutions dont il est l'objet, un exemple de dignité, de courage et d'ardeur qui fait l'admiration des peuples libres ». Plusieurs places du quartier de la Plaine Monceau portaient déjà un nom de pays (places du Brésil, de la République Dominicaine, du Guatemala). Plus prosaïquement, ce choix était justifié par la proximité de l'ambassade d'Israël, située à l'époque au 143, avenue de Wagram (l'ambassade d'Israël a ensuite déménagé dans le 8e arrondissement de Paris en 1973). Cette dénomination devint officielle par un arrêté du Préfet de la Seine en date du 3 février 1960. 
On peut noter que l'attribution de cette dénomination coïncide avec une période de réchauffement diplomatique des relations entre la France et Israël, après la crise de Suez en 1956. C'est en 1959 qu'a eu lieu le voyage officiel de Golda Meir en France.  
Dans le même temps, à Jérusalem, une place a été baptisée Place de France (France Square ou Kikar Tzarfat) en 1959, couramment appelée aussi Place de Paris (Paris Square, hébreu : כיכר פריז, Kikar Pariz).    
Dans les premiers jours de juin 1967, dès la nouvelle des premiers engagements entre Israël et les pays arabes (guerre des Six Jours), la place d'Israël et l'ambassade d'Israël, alors toute proche avenue de Wagram, devinrent « le lieu de rassemblement de tous ceux, candidats au départ ou non, qui veulent manifester leur solidarité à l'égard de l'État hébreu ». Le très fort élan de solidarité qui se manifeste alors pour l'État hébreu, à la hauteur de l'angoisse de le voir disparaître, constitue un vrai tournant pour le judaïsme français, jusque là plutôt discret dans l'affichage de ses opinons politiques.

## Historique
Le secteur de la place d'Israël n'a été urbanisé qu'à partir des années 1860, sous le Second Empire, après l'annexion par la Ville de Paris de l'ancienne commune de Batignolles-Monceaux qui donnera naissance au nouveau quartier de la Plaine Monceau. L'avenue de Wagram ainsi que les rues Ampère, Brémontier (qui comprenait alors l'actuelle rue Alphonse-de-Neuville) ont été ouvertes en 1862 par les frères Pereire lors du lotissement de la Plaine Monceau. Ce secteur, peu bâti, était alors surtout constitué de cultures maraîchères, d'entrepôts et de terrains vagues. Les places du Brésil et de Wagram furent les premières à être construites avec une belle architecture ordonnancée de façades identiques. Dans le reste du quartier, les constructions ne commenceront véritablement qu'à partir de 1875, après la phase de bornage et d'expropriation des parcelles. 
Ce nouveau quartier à la mode attira alors dans les années 1880 toute une société de bourgeoisie fortunée et d'artistes reconnus qui s'installèrent dans de nouveaux hôtels particuliers, construits dans le style éclectique alors en vogue. Les hôtels les plus prestigieux seront construits dans l'Avenue de Wagram alors que les rues environnantes se peuplèrent d'hôtels particuliers plus modestes. 
La place d'Israël offre aujourd'hui un petit panorama de l'architecture parisienne des XIXe et XXe siècles. Le petit immeuble de trois étages, au coin de l'avenue de Wagram et de la rue Ampère, qui date des années 1880, est le plus ancien de la place et a étrangement survécu aux opérations immobilières des années 1960 et 1970. Les immeubles à l'angle des rues Brémontier et Ampère avec l'avenue de Wagram constituent des exemples typiques du style haussmannien des années 1890: l'immeuble triangulaire formant l'intersection de la rue Brémontier et de la rue Ampère est particulièrement remarquable pour son effet de symétrie dans l'alignement des façades. De manière plus rare, la place présente ensuite deux beaux exemples du style Art Déco: l'hôtel Mercedes (1928) au 128 avenue de Wagram, représentatif du style « paquebot » de l'architecte Pierre Patout, et l'immeuble résidentiel du 1 rue Alphonse-de-Neuville (1937), avec bow-windows et discrets ornements de fleurs ciselées. Enfin, l'immeuble qui forme l'angle de la rue Alphonse-de-Neuville avec l'avenue de Wagram, illustre le style des « immeubles de standing » des années 1970, avec ces inévitables balcons en verre fumé qui enchantèrent tant les architectes de cette époque.
Les constructions nouvelles du XXe siècle ont fait disparaître plusieurs hôtels particuliers de la fin du XIXe siècle et avec eux le souvenir de la haute société, aristocratique et cosmopolite qui fit le prestige du quartier au tournant du XXe siècle. 
A l'angle de la rue Alphonse de Neuville et de l'avenue de Wagram, s'élevaient plusieurs hôtels particuliers néo-renaissance, construits en 1880-1890 par l'architecte Stephen Sauvestre pour Théophile Seyrig et sa famille. Brillant ingénieur, né à Berlin en 1843, Théophile Seyrig s'associe en 1868 avec Gustave Eiffel pour créer la société de construction Eiffel et Cie, qui deviendra vite une référence pour la construction métallique d'ouvrages d'art en France et en Europe. On doit notamment à Théophile Seyrig la conception innovante à l'époque des viaducs Maria Pia (1877) et Dom Luis I (1886) à Porto (Portugal). Dans l'hôtel particulier du 149 avenue de Wagram, Augustine Bulteau (1869-1922) tenait au tournant du XXe siècle un salon qui tint une place importante dans la scène littéraire et artistique de l'époque,. Il fut fréquenté par Henri de Régnier, Léon Daudet, Maurice Barrès, Anna de Noaïlles, Aristide Briand.
De même, à l'angle de la rue Alphonse de Neuville et de la rue Ampère, se trouvait un petit hôtel particulier avec jardin et atelier d'artiste construit vers 1880 par Jules Février, architecte auquel on doit l'hôtel Gaillard, place du Général-Catroux. C'est ici que s'installa en 1882 la jeune peintre Marie Bashkirtseff (1858-1884). D'une famille russe noble et fortunée, Marie Bashkirtseff passa sa jeunesse à voyager à travers l'Europe avant de se fixer à Paris en 1877. Elle est restée célèbre pour son journal intime, qu'elle rédigea en français dès l'âge de 12 ans.
L'hôtel de Pomar, quant à lui, occupait tout un secteur à l'angle de la rue Brémontier et de l'avenue de Wagram. Ce somptueux hôtel particulier avait été construit dans les années 1880 pour le Marquis de Bailleul par l'architecte Pierre-Victor Cuvillier sur le modèle d'un château renaissance de style Henri II. Il devint la résidence dans les années 1890 de la duchesse de Pomar, née Maria de Mariategui (1830-1895). Cette aristocrate d'origine anglo-espagnole, éduquée entre Londres et Madrid, avait épousé le Général Espagnol Condé de Medina-Pomar qui lui légua une fortune considérable à sa mort. Elle épousa en secondes noces en 1872 James Sinclair, comte de Caithness, et fut titrée duchesse de Pomar par le pape Léon XIII en 1879. Elle organisait dans son hôtel parisien de brillantes fêtes mondaines et y recevait tous les mercredis pour des séances de spiritisme. L'exploratrice Alexandra David-Néel évoque ainsi ses visites à la duchesse de Pomar dans Le sortilège du mystère : « elle habitait un très vaste et somptueux hôtel, remarquable par une escalier monumental en marbre rose. (...). Le jour de la maîtresse de maison, l'on discutait de théories occultes et de recettes d'alchimie, mais surtout de l'évocation des esprits. (...). Le saint des saints de cette palatiale demeure était une sorte de chapelle dédiée à Marie Stuart (qui), chez la duchesse, était l'objet d'un véritable culte ». L'hôtel de Pomar devint par la suite le siège de l'ambassade de Roumanie, avant que celle ci ne se transfère en 1939 au palais de Béhague. Il fut détruit au début des années 1960 pour laisser la place à un imposant immeuble résidentiel de 12 étages qui donne à la fois sur l'avenue de Wagram et la rue Brémontier. 
En face de l'hôtel de Pomar, quasiment à l'angle de l'avenue de Wagram et de la rue Ampère (143bis avenue de Wagram et 43 rue Ampère), Pierre-Victor Cuvillier avait construit pour son compte un autre hôtel particulier somptueux qui fut acheté en 1894 par le baron Édouard Kohn (1825-1895, né en Autriche-Hongrie et naturalisé français en 1871, cofondateur à Paris en 1863 de la maison de « Haute Banque » Kohn-Reinach et Cie, qui sera liquidée après le scandale du canal de Panama. Il deviendra ensuite la résidence parisienne du riche industriel chilien Arturo Lopez Perez (né à Valparaiso en 1873 et décédé à Paris en 1949). L'hôtel particulier contigu, au 143 avenue de Wagram, avait été construit pour le Baron Alfred Issaverdens (1839-1918). D'une famille levantine, né à Smyrne, le banquier Issaverdens, citoyen autrichien fut naturalisé français et titré Baron par le roi d'Italie en 1889. Ayant résidé à Alexandrie, il devint un conseiller proche de Ismaïl Pacha, vice-roi d’Égypte. Cet hôtel devint dans les années 1950 le siège de l'ambassade d'Israël à Paris avant son transfert en 1973 dans le 8e arrondissement. Les deux hôtels ont été détruits à la fin des années 1970 lors de la construction d'immeubles résidentiels.  

## Bâtiments remarquables et lieux de mémoire

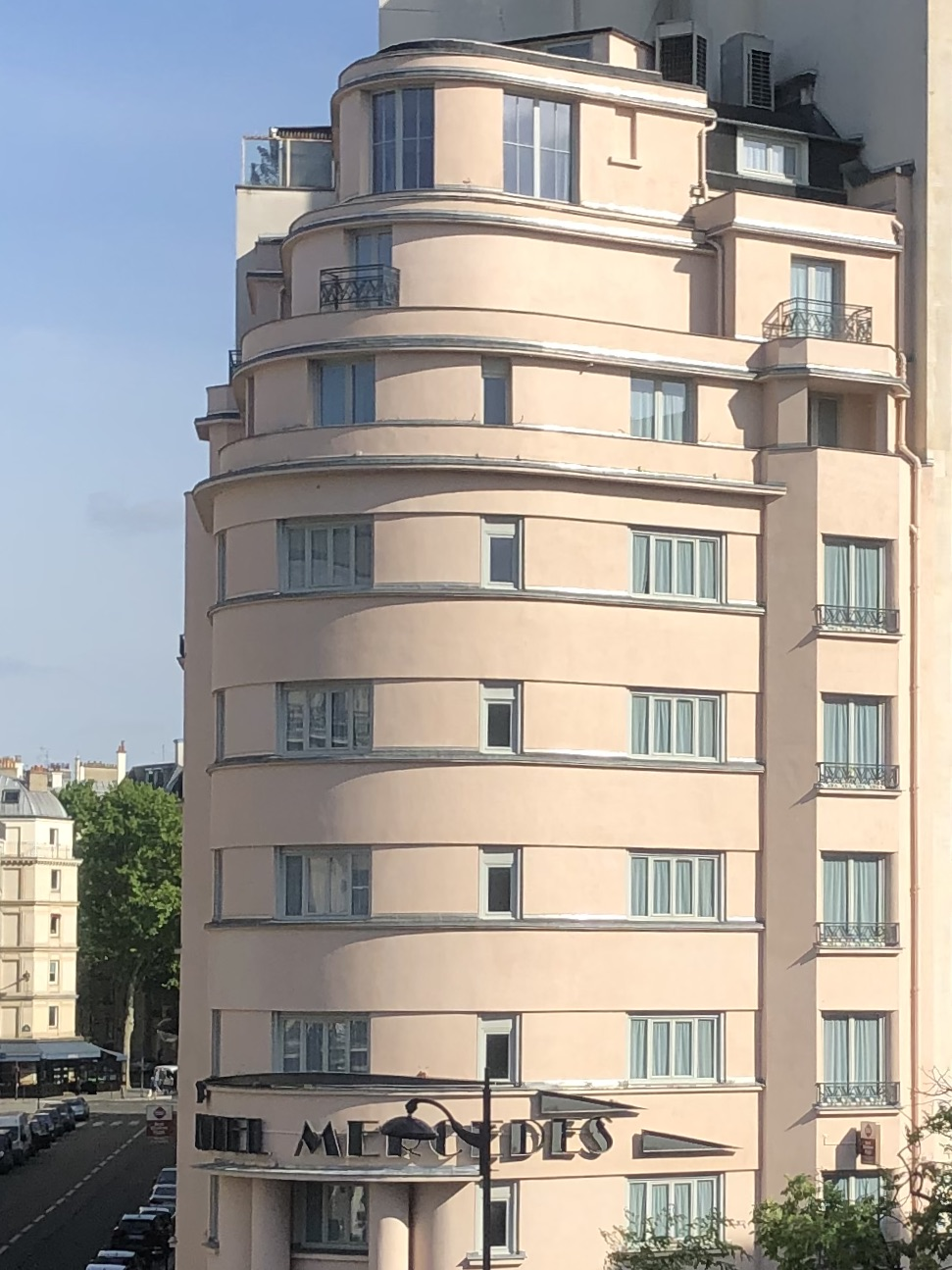
Hôtel Mercedes, architecte : P Patout (1928).

- 128 avenue de Wagram[15] (également 19 rue Brémontier, angle de la rue Brémontier et de l'avenue de Wagram) : Hôtel Mercedes: immeuble de huit étages dont un studio avec grande baie vitrée au dernier étage, destiné initialement « à l'usage de pension de famille de luxe », construit en 1928 par l'architecte Pierre Patout (1879-1965)[16]. L'architecte a tiré le parti maximum d'un terrain triangulaire exigu. La courbure de la façade, soulignée par des bandes horizontales, évoque le style "Paquebot" caractéristique du style de Pierre Patout. Cet architecte s'est illustré dans l'aménagement de plusieurs paquebots transatlantiques dont le Normandie en 1935 et a transcrit ce style dans plusieurs de ses réalisations architecturales dont la plus emblématique est l'immeuble du 3, boulevard Victor (15e arrondissement de Paris), surnommé « Le Paquebot ». À l'origine, les lignes horizontales étaient accentuées par des ouvertures à guillotine, malheureusement remplacées ensuite par de banales fenêtres à battant. Le choix non conventionnel de la couleur rose pour la façade n'est pas d'origine non plus, mais donne dorénavant une empreinte forte au bâtiment et au site de la place d'Israël. Lors de l'occupation Allemande, de 1940 à 1944, l'hôtel a été réquisitionné par l'Abwehr, le service de renseignement allemand, pour l'hébergement des agents de la police militaire secrète (GeheimeFeldpolizei)[17],[18].

- Angle de la rue Brémontier et de l'avenue de Wagram : Les N°124, 126 et 128 de l'avenue de Wagram et les N° 11, 13, 15, 17 et 19 de la rue Brémontier formaient à l'origine une même parcelle et un même ensemble immobilier. Sur cet emplacement, Achille Raymond Marquis de Bailleul (1823-1887) fit édifier en 1880 un hôtel particulier de style Néo-Renaissance par l'Architecte Pierre-Victor Cuvillier[19],[20]. Pierre-Victor Cuvillier brillera comme architecte dans la rénovation ou la construction de châteaux néo-renaissance pour la haute bourgeoisie (comme les De Wendel). L'hôtel du marquis de Bailleul était inspiré du style Henri II du Château d'Argenville . Il fut racheté vers 1888 par la duchesse de Pomar, née Maria de Mariategui (1830-1895) qui y organisa des fêtes mondaines et des séances de spiritisme. L'hôtel de Pomar deviendra ensuite le siège de la légation puis de l'ambassade de Roumanie, avant que celui soit transféré en 1939 dans le Palais de Béhague[21]. Le duc de Pomar, fils de Maria de Mariategui, légua l'ensemble en 1920 à l'État espagnol, dont il avait la nationalité, à condition que cet État y établisse son ambassade. L'Espagne refusa le legs et les fonds produits de la vente de l'ensemble immobilier furent consacrés à financer des logements sociaux à Paris, conformément à la volonté du légataire[22]. L'hôtel de Pomar a été détruit et un immeuble résidentiel construit en 1964 s'élève aujourd'hui à cet emplacement avec un double accès Avenue de Wagram et rue Brémontier. Signe de l'admiration des architectes américains pour le style Beaux-Arts à la fin du XIXe siècle, l'hôtel de Pomar a été plagié à St Louis aux États-Unis (21 Washington Terrace)[23].

- 143 bis avenue de Wagram et 43 rue Ampère : on trouvait à l'emplacement de cet immeuble résidentiel de la fin des années 1970, un bel hôtel particulier construit par Pierre-Victor Cuvillier, auteur de l'hôtel de Pomar situé en face de l'avenue. L'hôtel fut acheté en 1894 par le baron Edouard Kohn (1825-1895), cofondateur de la maison de « Haute Banque » Kohn-Reinach et Cie[24]. L'hôtel particulier deviendra ensuite la résidence parisienne du riche industriel chilien Arturo Lopez Perez (né à Valparaiso en 1873 et décédé à Paris en 1949).
- 143 avenue de Wagram : Cet hôtel contigu, au précédent avait été construit en 1880 par l'architecte Edmond Bellan pour le Baron Alfred Issaverdens (1839-1918)[25], issu d'une famille levantine de Smyrne en Turquie. Cet hôtel devint dans les années 1950 le siège de l'ambassade d'Israël à Paris avant son transfert en 1973 dans le 8e arrondissement[4]. Il fut également détruit à la fin des années 1970 pour laisser la place à un immeuble résidentiel.

- 1 rue Alphonse de Neuville (également 30 rue Ampère, angle de la rue Ampère et de la rue Alphonse-de-Neuville) : Immeuble en pierre de taille, construit en 1937 à l'angle des rues Alphonse-de-Neuville et Ampère par l'architecte Édouard Thomas avec un vocabulaire typique de l'Art Déco, en particulier ornementations verticales de fleurs ciselées et angle arrondi traité en « bow-windows ». La construction de l'immeuble a entraîné la destruction d'un petit hôtel particulier avec jardin et atelier d'artiste construit en 1880 par l'architecte Jules Février (1874-1925)[26], dont la principale réalisation est l'hôtel Gaillard, place du Général-Cartoux. C'est dans cet hôtel particulier que s'installa en 1882 la jeune peintre russe Marie Bashkirtseff[27]. Elle y mourut en 1884 à l'âge de 25 ans.Place d'Israël, vers 1900, rue Alphonse de Neuville et avenue de Wagram. Hôtel particulier 1880 à l'angle de l'avenue de Wagram, détruit en 1974.

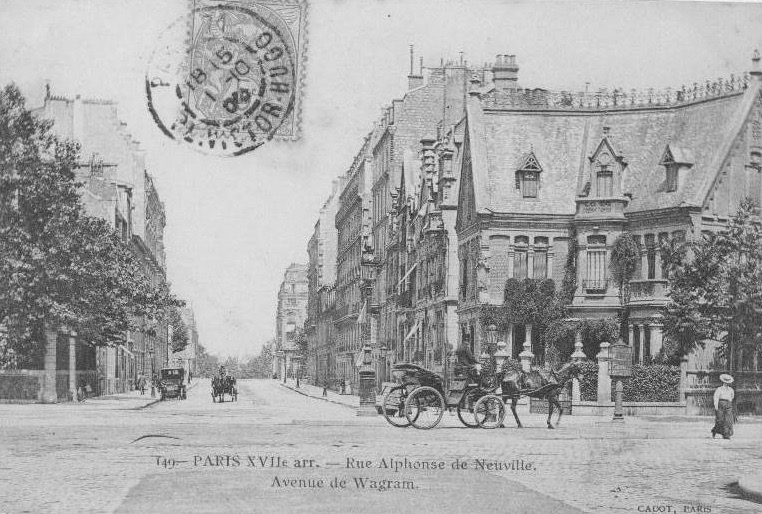
Place d'Israël, vers 1900, rue Alphonse de Neuville et avenue de Wagram. Hôtel particulier 1880 à l'angle de l'avenue de Wagram, détruit en 1974.

- 147-149 avenue de Wagram (angle de la rue Alphonse-de-Neuville et de l'avenue de Wagram)[28] :  Cet immeuble résidentiel, d'un style typiquement « années 1970 », a été édifié à l'emplacement d'hôtels particuliers néo-renaissance construits à l'origine en 1880 et 1890 par l'architecte Stephen Sauvestre (1847-1919) pour l'Ingénieur Théophile Seyrig[29],[30], l'un des pionniers de l'architecture métallique à la fin du XIXe siècle. L'hôtel du 149 avenue de Wagram abritait un salon littéraire célèbre de la Belle Époque, tenu par Augustine Bulteau. Stephen Sauvestre a joué un rôle important dans la construction de la Tour Eiffel en assurant la conception architecturale du monument pour le compte de l'ingénieur Gustave Eiffel. Il s'était également acquis une solide réputation dans la construction d'hôtels particuliers dans la plaine Monceau (plus de 15 constructions, dont beaucoup ont disparu).